# Inculturazione
L'inculturazione è un termine in uso nell'antropologia culturale, per indicare il processo di trasmissione della cultura fra le generazioni e in storia delle religioni per indicare la trasmissione e adattamento del culto in contesti culturali diversi. 

## L'inculturazione secondo l'antropologia culturale
Il termine "inculturazione" indica il processo di trasmissione della cultura da una generazione all'altra, in cui l'aspetto complementare è la socializzazione dell'individuo tramite l'apprendimento della lingua, l'educazione in ambito familiare, l'imitazione degli adulti e l'assimilazione delle regole di comportamento, l'educazione sessuale, la partecipazione a giochi, gare, danze e cerimonie, la memorizzazione dei racconti degli anziani, l'associazione a gruppi di età, società segrete e di culto, iniziazione.
Durante la fanciullezza e l'adolescenza si forma, mediante il processo di antropopoiesi, la personalità di base dell'individuo: questi con la maturità e la vecchiaia diviene in grado di dare un contributo innovativo ed originale alla sua cultura. Alcune categorie di persone ricevono un'educazione particolare, finalizzata alla specificità dei loro ruoli, come ad esempio gli operatori magico-religiosi (guaritori, sciamani, stregoni), gli artigiani, i griot e gli artisti, spesso soggetti a tabù particolari.

## L'inculturazione del cristianesimo
L'inculturazione è «l'incarnazione del Vangelo nelle culture autoctone ed insieme l'introduzione di esse nella vita della Chiesa» (Papa Giovanni Paolo II, enciclica Slavorum Apostoli, 1985, nº 21). Si tratta di un doppio movimento: da una parte, le culture ricevono il messaggio cristiano ai livelli più profondi della loro peculiare mentalità, e dall'altra si convertono in un'espressione inedita del Cristianesimo, all'interno della Chiesa.
L'inculturazione, dunque, ha due facce: da un lato l'annuncio del vangelo induce in ogni popolo una ri-comprensione in termini nuovi dei propri valori profondi e spesso il loro riemergere in forme originali di pietà popolare, dall'altro la liturgia può assumere modalità espressive caratteristiche del popolo e da esso più immediatamente comprensibili. La parte più visibile dell'inculturazione, quindi, consiste nella diversificazione della liturgia per assimilare contenuti dei diversi popoli.
L'adozione e la trasformazione in senso cristiano di simboli, riti e credenze di culture non cristiane è un fenomeno antichissimo. Esempi di inculturazione, tanto remota da esserne stato perso il ricordo, sono il bastone ricurvo dei vescovi e degli abati, che era una insegna degli aruspici etruschi, e il colorito nero di molte antiche immagini della vergine Maria, comune anche in immagini di divinità greche ed egizie (vedi Madonna Nera).
Un antico esempio, invece, di deliberata cristianizzazione di riti pagani è descritto in una lettera scritta da papa Gregorio Magno nel 601:
L'inculturazione pone sempre difficili problemi teologici per assicurarsi che essa non comporti in realtà l'abbandono di alcuni dogmi cristiani o l'introduzione di credenze pagane producendo una nuova religione sincretistica. Questo problema risultò particolarmente grave in occasione della prima introduzione del cristianesimo da parte dei gesuiti, prima in India e in Giappone da parte del Visitatore Padre Alessandro Valignano ("Cerimoniale per i missionari del Giappone" il suo testo che ne descrive il metodo), e quindi in Cina dal discepolo di questi, Matteo Ricci; Finì nel 1715 con la condanna dei cosiddetti riti cinesi da parte di papa Clemente XI. L'inculturazione costituisce anche oggi un punto delicato per la chiesa dell'Africa.
Benché la pratica sia antica, l'uso del termine "inculturazione" nel cristianesimo è recente e spesso deve competere con la scelta di altri termini come "adattamento" o "contestualizzazione". 

### L'inculturazione liturgica nel Cattolicesimo

#### Storia
Parlare di storia della liturgia cristiana è, implicitamente, affrontare il tema dell'inculturazione ante litteram giacché la stessa parola culto è collegata etimologicamente a  cultura. Il culto liturgico della Chiesa realizza, proprio attraverso ciascuna forma culturale propria di un'epoca, una particolare incarnazione. Da questi periodi ed espressioni storici, la liturgia, assimila alcuni elementi e, allo stesso tempo, riesce ad avere un influsso su di essi. 
Anche se non hanno parlato di storia della inculturazione, gli esperti che maggiormente hanno studiato e insegnato questa disciplina accademica sono stati Ildefonso Herwegen, abate di Maria Laach, e il suo allievo Burkhard Neunheuser. Un'opera di quest'ultimo, Storia della liturgia attraverso le epoche culturali, traccia un percorso storico del rapporto tra liturgia e cultura nel tempo. Le tappe principali, in cui esso si dipana, potrebbero essere così suddivise:
1. Epoca apostolica
2. Epoca del contatto col mondo greco-latino
3. Epoca della libertà religiosa
4. Epoca della liturgia romana pura
5. Epoca del contatto col mondo franco-germanico
6. Epoca della liturgia "romana"
7. Epoca della liturgia "Secundum usum romane Curiae"
8. Epoca della Riforma del Concilio di Trento
9. Epoca del Barocco
10. Epoca dell'Illuminismo
11. Epoca della restaurazione del secolo XIX
12. Epoca del movimento liturgico
13. Epoca del Concilio Vaticano II
14. Epoca contemporanea

#### Dopo il Concilio Vaticano II
Il Sinodo straordinari dei Vescovi del 1985, pubblicò nella sua relazione finale una definizione di inculturazione. Essa viene collocata nel capitolo dedicato a "La missione della Chiesa nel mondo". Così vi si legge:
(Sinodo dei Vescovi (25 novembre - 8 dicembre 1985), Relazione finale del Sinodo)
I Padri sinodali, continuando, sottolineano la rottura fra Vangelo e cultura citando Paolo VI:
(Paolo VI, Evangelii Nuntiandi, n.20)
Questa definizione presenta il tema chiave dell'inculturazione da declinare, successivamente, anche in ambito liturgico, ovvero: la "reciproca integrazione di elementi pertinenti, tra cristianesimo e cultura". Questo concetto, applicato alla liturgia porta, secondo il liturgista filippino Chupungco, alla seguente definizione: "il processo attraverso il quale elementi peculiari di una cultura locale sono integrati nei testi, riti, simboli e istituzioni assunti da una chiesa locale per il suo culto".
La relazione fra liturgia e cultura, in taluni casi, viene identificata anche con altri termini:
- indigenizzazione: quando la liturgia prende una forma che deriva proprio dal contesto culturale nativo[5];
- contestualizzazione: termine che riprende Gaudium et Spes ed evidenzia la significatività della Chiesa nel contesto del mondo d'oggi;
- adattamento: vocabolo usato nella costituzione Sacrosanctum Concilium (nn.37-40). Nel 1994 il documento "La liturgia romana e l'inculturazione[6]" fa la scelta preferenziale per inculturazione in luogo di adattamento che compare in altri documenti:
- acculturazione: il liturgista Chupungco propone, per questo termine, la seguente definizione: "l'acculturazione consiste nella giustapposizione di due culture, operata secondo una dinamica di interazione senza il vantaggio della mutua integrazione"[4]. L'acculturazione liturgica sarebbe una realtà specifica presente, ad esempio, nel periodo barocco che non va oltre alle barriere rubricali e canoniche.

##### Teologia dell'inculturazione liturgica
Come  Brambilla spiega, per costruire una teologia della inculturazione bisogna partire proprio dall'incarnazione di Gesù Cristo  essendo essa il paradigma della stessa Chiesa.
Ad gentes al numero 10 afferma: 
(Paolo VI, DECRETUM DE ACTIVITATE MISSIONALI ECCLESIAE - AD GENTES, n.10)
E prosegue, in riferimento alle giovani chiese: 
(Paolo VI, DECRETUM DE ACTIVITATE MISSIONALI ECCLESIAE - AD GENTES, n.22)
L'inculturazione, in questo modo, viene ad essere premessa sia da un principio cristologico che ecclesiologico che Chupungco riassume come: "paradigma storico" per l'incarnazione de Figlio di Dio e "realizzazione continua di quel paradigma" per l'incarnazione della Chiesa. Questo principio teologico insito nell'inculturazione viene sintetizzato anche dal documento Liturgia Romana e Inculturazione: "la fede in Cristo offre a tutte le nazioni di beneficiare della promessa di condividere l'eredità del popolo della Alleanza (cfr Ef 3,6), senza rinunciare alla loro cultura".

### L'inculturazione nel Luteranesimo
Il tema "liturgia e cultura" è stato oggetto di riflessione anche della Federazione luterana mondiale. La terza consultazione della Federazione luterana, come frutto di questi confronti multiculturali ed ecumenici, presentò a Nairobi nel gennaio 1996 la dichiarazione: Nairobi statement on Worship and Culture. Dopo aver rilevato che la liturgia si basa su elementi trans-culturali, il termine che incontriamo in questi testi per indicare l'introduzione di elementi tipici di ogni cultura è contestualizzazione: 
(Nairobi Statement on Worship and Culture)
Tra le sfide che la Federazione si diede nel 1996, inoltre, troviamo:
(Nairobi Statement on Worship and Culture)